# Rhynchostegiella scabriseta
Rhynchostegiella scabriseta är en bladmossart som beskrevs av Brotherus 1909. Rhynchostegiella scabriseta ingår i släktet nålmossor, och familjen Brachytheciaceae. Inga underarter finns listade i Catalogue of Life.